# Endis Bergström
Endis Ingeborg Bergström, född 11 maj 1866 i Nässjö, död 30 december 1950 i Lund, var en svensk konstnär.
Hon var dotter till kaptenen Leopold Bergström och friherrinnan Ingeborg Fägerskiöld, och sondotter till ämbetsmannen Johan Jacob Bergström. Hon var syster till skolköksinspektrisen Gertrud och häradshövdingen Walter Bergström.
Bergström studerade konst för Fredrik Krebs vid Tekniska skolan i Lund och fortsatte senare vid den danska konstakademien 1887 och vid Académie Colarossi i Paris 1887–1888. Under senare delen av 1890-talet studerade hon för Richard Berg vid Konstnärsförbundets skola i Stockholm. Hon genomförde en studieresa till Nederländerna 1912–1913. Hennes konst består av stilleben, interiörbilder, landskap men hon blev mest känd för sina porträtt och människoskildringar.
Bergström är representerad vid Malmö museum, Lunds universitets konstmuseum, Örebro läns museum, Nationalmuseum och Akademiska föreningen i Lund. Endis Bergström är begravd på Eslövs kyrkogård.